# Eurodachtha flavissimella
Eurodachtha flavissimella is een vlinder uit de familie Lecithoceridae. De wetenschappelijke naam is voor het eerst geldig gepubliceerd in 1862 door Mann.
De soort komt voor in Europa.